# الدوري الهولندي الممتاز 1924–25
الدوري الهولندي الممتاز 1924–25 (بالهولندية: Nederlands landskampioenschap voetbal 1924/25)‏ هو الموسم 37 من الدوري الهولندي الممتاز. أشرف على تنظيمه الاتحاد الملكي الهولندي لكرة القدم، وكان عدد الأندية المشاركة فيه 51، وفاز فيه كريينهوت.